# (3429) Chuvaev
(3429) Chuvaev (1974 SU1) – planetoida z grupy pasa głównego asteroid okrążająca Słońce w ciągu 3,58 lat w średniej odległości 2,34 j.a. Odkryła ją Ludmiła Czernych 19 września 1974 roku.